# Charles Durand (rugby à XV)
Pour les articles homonymes, voir Charles Durand et Durand.
Charles Durand, né à Saint Juéry (Tarn) le 9 décembre 1921 et décédé le 25 mai 2009 à Saint-Laurent-Médoc en Gironde,, est un ancien arbitre international de rugby à XV, d'une grande longévité sur les terrains de France.
Il est dans un premier temps joueur et entraîneur des clubs de Saint-Juéry (Tarn) et du Sporting club albigeois.
Durant les années 1980, il préside la Commission centrale d’arbitrage de la FFR (une dizaine d'années, jusqu'en 1991), et fait partie de l'équipe dirigeante du SCA.
Il est également vice-président de la FFR sous la fin de l'ère Albert Ferrasse.

## Arbitrage
- Finale du championnat de France 1950
- Finale du championnat de France 1957
- Finale du championnat de France 1968
- Finale du challenge Yves du Manoir 1953
- Finale du challenge Yves du Manoir 1964